# Лейпциг (округ)
Округ Лейпциг — был образован в 1952 году после ликвидации земель на территории Германской Демократической Республики как один из 15 округов.
Он состоял из 12 районов, 1 города окружного подчинения и 422 коммун. В связи с воссозданием земель он был ликвидирован в 1990 году. Воссоздан примерно в тех же границах в 2008 году как Дирекционный округ Лейпциг.